# Ykkönen 2023
Die Ykkönen 2023 war die 30. und letzte Spielzeit der zweithöchsten finnischen Fußballliga unter diesem Namen und die insgesamt 86. Spielzeit seit der offiziellen Einführung einer solchen im Jahr 1936. Sie begann am 14. April 2023 und endete am 29. Oktober 2023. Im folgenden Jahr wurde die Ykkönen zur dritthöchsten Liga.

## Modus
Die zwölf Mannschaften spielten zunächst an 22 Spieltagen jeweils zweimal gegeneinander. Danach wurde die Liga geteilt. Die ersten sechs Vereine spielten um den Aufstieg, die anderen sechs gegen den Abstieg. Hierbei traten alle Teams noch einmal gegeneinander an. Dabei wurden die Punkte und Tore aus der Hauptrunde übernommen.
Der Meister stieg direkt in die Veikkausliiga auf. Ein möglicher zweiter Aufsteiger wurde unter den Teams der Plätze zwei bis vier ausgespielt. Der Sieger traf anschließend auf den Elften der Veikkausliiga. Die letzten drei Vereine stiegen in die neue drittklassige Ykkönen ab.

## Teilnehmer und ihre Spielstätten
Als Aufsteiger aus der Kakkonen kamen Käpylän Pallo, Salon Palloilijat und JJK Jyväskylä dazu. Aus der Veikkausliiga 2022 stieg Helsingfors IFK ab.
| Verein                | Stadt     | Stadion                 | Kapazität |
| --------------------- | --------- | ----------------------- | --------- |
| Helsingfors IFK       | Helsinki  | Bolt Arena              | 10.7700   |
| Turku PS              | Turku     | Veritas-Stadion         | 9.372     |
| Mikkelin Palloilijat  | Mikkeli   | Mikkelin urheilupuisto  | 7.000     |
| Seinäjoen JK Akatemia | Seinäjoki | OmaSP Stadion           | 6.000     |
| FF Jaro               | Jakobstad | Jakobstads centralplan  | 5.000     |
| JJK Jyväskylä         | Jyväskylä | Harjun stadion          | 3.000     |
| Ekenäs IF             | Raseborg  | Ekenäs centrumplan      | 2.500     |
| Salon Palloilijat     | Salo      | Salon urheilupuisto     | 2.500     |
| Kokkolan Palloveikot  | Kokkola   | Kokkolan keskuskenttä   | 2.000     |
| Järvenpään PS         | Järvenpää | Järvenpään keskuskentää | 1.500     |
| IF Gnistan            | Helsinki  | Mustapekka Arena        | 1.100     |
| Käpylän Pallo         | Helsinki  | KäPa Campus             | 1.000     |

## Hauptrunde
| Pl. | Verein                | Sp. | S  | U | N  | Tore    | Diff. | Punkte |
| --- | --------------------- | --- | -- | - | -- | ------- | ----- | ------ |
| 1.  | Ekenäs IF             | 22  | 14 | 6 | 2  | 038:180 | +20   | 48     |
| 2.  | IF Gnistan            | 22  | 14 | 6 | 2  | 038:180 | +20   | 48     |
| 3.  | Mikkelin Palloilijat  | 22  | 12 | 5 | 5  | 033:210 | +12   | 41     |
| 4.  | Turku PS              | 22  | 12 | 4 | 6  | 040:250 | +15   | 40     |
| 5.  | Seinäjoen JK Akatemia | 22  | 12 | 3 | 7  | 037:350 | +2    | 39     |
| 6.  | Helsingfors IFK (A)   | 22  | 8  | 6 | 8  | 027:290 | −2    | 30     |
| 7.  | Salon Palloilijat (N) | 22  | 7  | 5 | 10 | 030:270 | +3    | 26     |
| 8.  | Järvenpään PS         | 22  | 5  | 6 | 11 | 026:370 | −11   | 21     |
| 9.  | FF Jaro               | 22  | 4  | 9 | 9  | 022:350 | −13   | 21     |
| 10. | Käpylän Pallo (N)     | 22  | 5  | 5 | 12 | 037:470 | −10   | 20     |
| 11. | Kokkolan Palloveikot  | 22  | 2  | 9 | 11 | 020:340 | −14   | 15     |
| 12. | JJK Jyväskylä (N)     | 22  | 2  | 6 | 14 | 020:420 | −22   | 12     |

| Zum Saisonende 2023:                                           |                                                                                  |
| Teilnahme an der Aufstiegsrunde Teilnahme an der Abstiegsrunde |                                                                                  |
|                                                                |                                                                                  |
| Zum Saisonende 2022:                                           |                                                                                  |
| (A)                                                            | Absteiger aus der Veikkausliiga 2022: Helsingfors IFK                            |
| (N)                                                            | Neu/Aufsteiger aus der Kakkonen: Käpylän Pallo, Salon Palloilijat, JJK Jyväskylä |

## Aufstiegsrunde
Die besten sechs Mannschaften der Hauptrunde spielten nochmal jeweils einmal gegeneinander.

Die Ergebnisse und Punkte aus der Hauptrunde wurden übernommen.
| Pl. | Verein                | Sp. | S  | U | N  | Tore    | Diff. | Punkte |
| --- | --------------------- | --- | -- | - | -- | ------- | ----- | ------ |
| 1.  | Ekenäs IF             | 27  | 18 | 7 | 2  | 049:220 | +27   | 61     |
| 2.  | IF Gnistan            | 27  | 16 | 9 | 2  | 049:260 | +23   | 57     |
| 3.  | Mikkelin Palloilijat  | 27  | 13 | 7 | 7  | 040:300 | +10   | 46     |
| 4.  | Seinäjoen JK Akatemia | 27  | 13 | 5 | 9  | 046:450 | +1    | 44     |
| 5.  | Turku PS              | 27  | 12 | 5 | 10 | 045:370 | +8    | 41     |
| 6.  | Helsingfors IFK (A)   | 27  | 10 | 7 | 10 | 037:390 | −2    | 37     |

Platzierungskriterien: 1. Punkte – 2. Tordifferenz – 3. geschossene Tore

| Zum Saisonende 2023:                                                          |                                                       |
| Aufsteiger in die Veikkausliiga 2024 Teilnahme an der Relegation zum Aufstieg |                                                       |
|                                                                               |                                                       |
| Zum Saisonende 2022:                                                          |                                                       |
| (A)                                                                           | Absteiger aus der Veikkausliiga 2022: Helsingfors IFK |

### Relegation
1. Runde
| Datum      |                      | Ergebnis  |                       |
| ---------- | -------------------- | --------- | --------------------- |
| 14.10.2023 | Mikkelin Palloilijat | 1:4 (0:2) | Seinäjoen JK Akatemia |

2. Runde
| Datum      |            | Ergebnis             |                       |
| ---------- | ---------- | -------------------- | --------------------- |
| 21.10.2023 | IF Gnistan | 4:2 n. V. (2:2, 0:1) | Seinäjoen JK Akatemia |

Finale
Der Sieger der 2. Runde traf auf den Elften der Veikkausliiga. IFK Mariehamn setzte sich durch und behielt seinen Platz in der Veikkausliiga.
| Datum             |            | Gesamt |               | Hinspiel | Rückspiel |
| ----------------- | ---------- | ------ | ------------- | -------- | --------- |
| 25.10./29.10.2023 | IF Gnistan | 0:3    | IFK Mariehamn | 0:0      | 0:3       |

## Abstiegsrunde
Die sechs schlechtesten Mannschaften der Hauptrunde spielten nochmal jeweils einmal gegeneinander.

Die Ergebnisse und Punkte aus der Hauptrunde wurden übernommen.
| Pl. | Verein                | Sp. | S | U  | N  | Tore    | Diff. | Punkte |
| --- | --------------------- | --- | - | -- | -- | ------- | ----- | ------ |
| 7.  | Salon Palloilijat (N) | 27  | 8 | 7  | 12 | 037:350 | +2    | 31     |
| 8.  | Järvenpään PS         | 27  | 8 | 7  | 12 | 035:410 | −6    | 31     |
| 9.  | FF Jaro               | 27  | 7 | 10 | 10 | 033:420 | −9    | 31     |
| 10. | Käpylän Pallo (N)     | 27  | 7 | 6  | 14 | 044:530 | −9    | 27     |
| 11. | Kokkolan Palloveikot  | 27  | 4 | 9  | 14 | 027:450 | −18   | 21     |
| 12. | JJK Jyväskylä (N)     | 27  | 3 | 7  | 17 | 025:520 | −27   | 16     |

Platzierungskriterien: 1. Punkte – 2. Tordifferenz – 3. geschossene Tore

| Zum Saisonende 2023:          |                                                                                  |
| Absteiger in die neue Ykkönen |                                                                                  |
|                               |                                                                                  |
| Zum Saisonende 2022:          |                                                                                  |
| (N)                           | Neu/Aufsteiger aus der Kakkonen: Käpylän Pallo, Salon Palloilijat, Käpylän Pallo |

## Torschützenliste
| Pl. | Name                  | Team                 | Tore |
| --- | --------------------- | -------------------- | ---- |
| 01. | Joakim Latonen        | IF Gnistan           | 18   |
| 02. | Antti Ulmanen         | Helsingfors IFK      | 13   |
| 03. | Eero Markkanen        | IF Gnistan           | 12   |
| 04. | Enoch Banza           | Järvenpään PS        | 10   |
| 04. | Jesse Huhtala         | Salon Palloilijat    | 10   |
| 04. | Santeri Stenius       | Mikkelin Palloilijat | 10   |
| 04. | Kristian Yli-Hietanen | Käpylän Pallo        | 10   |